# واکنش ان (آلدر-ان)
واکنش اِن (به انگلیسی: Ene reaction) (معروف به واکنش آلدر-اِن) یک واکنش شیمیایی بین یک ترکیب حاوی پیوند چندگانه و یک ترکیب دارای هیدروژن آلیلی (اِن) برای تشکیل یک پیوند سیگما از طریق مهاجرت یک پیوند دوگانه ترکیب اِن از طریق مسیر جابه‌جایی [۵،۱] هیدروژن است. محصول واکنش فوق یک آلکن است که پیوند دوگانهٔ آن به موقعیت آلیلی جابه‌جا شده‌است.

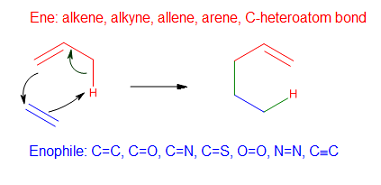
شکل ۱. واکنش اِن